# Friedel Geratsch

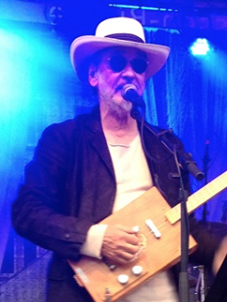
Friedel Geratsch (2018)

Friedel Geratsch (* 30. September 1951 als Friedrich Ernst Geratsch) ist ein deutscher Musiker. Er ist Gründer und Sänger der NDW-Band Geier Sturzflug.

## Leben und Werk
Vor seiner Zeit bei Geier Sturzflug war Friedel Geratsch als Duo „Dicke Lippe“ mit seinem Kollegen Reinhard Baierle unterwegs. Aus dieser Zeit stammt auch der Song Bruttosozialprodukt. Seine größten Erfolge mit Geier Sturzflug hatte er mit den Singles Bruttosozialprodukt (1983), Besuchen Sie Europa (solange es noch steht) (1983), Pure Lust am Leben (1984) und Einsamkeit (1984). 1985 wirkte er mit seiner Band an der Benefiz-Single Nackt im Wind mit. Solo veröffentlichte er 1986 die Single Zurück in die Nacht bei BMG Ariola. 1990 veröffentlichte er als Friedel G. erneut das Geier-Sturzflug-Lied Bruttosozialprodukt. 2009 wurde der Song Mehrwegflasche von Friedel Geratsch auf einer Benefiz-CD veröffentlicht.
Von 1996 bis 2010 bestanden Geier Sturzflug als Duo mit Friedel Geratsch und Carlo von Steinfurt. Friedel Geratsch engagiert sich auch immer wieder für soziale Projekte. So gingen sämtliche Einnahmen aus dem Song Käpt’n Blue Eye (2011) an das Tierrefugium Hanau. Außerdem schrieb er Lieder für Die Strandjungs, Die Moonbeats, Juliane Werding, Markus, Mike Krüger und weitere Künstler. Auch für die TV-Serie Moskito schrieb und sang er mehrere Songs.
Seit 2013 geht Friedel Geratsch einen neuen musikalischen Weg. In seinem Haus in Laubuseschbach baut er Cigar-Box-Gitarren aus leeren Zigarrenkisten und anderen Behältern. 2016 stellte er sein neues Bandprojekt „GARAGE 3“ vor. Mit dem Schlagzeuger Stephan Schott und dem Bassisten Tom Baer macht er Ruhrpott-Rock mit deutschen Texten.
2016 trat Friedel Geratsch auf dem 1. Deutschen Cigar Box Guitar Festival in Pleutersbach auf.

## Diskografie

### Singles
- Bruttosozialprodukt (1983)
- Besuchen Sie Europa (solange es noch steht) (1983)
- Pure Lust am Leben (1984)
- Einsamkeit (1984)
- Zurück in die Nacht (1986) (als Friedel Geratsch)
- Bruttosozialprodukt (1990) (als Friedel G.)
- Alle Amis (1985)
- Hitrevue (1998)
- Kuck ma hier – kuck ma da (1999)
- Ab morgen wird gespart (1999)
- Die Pure Lust am Leben 2000 (2000)
- Jetzt kommen die fetten Jahre (2000)
- Für die Liebe, für das Leben (2003)
- Arbeitslos (2004)
- Schwarzarbeit (2005)
- Wir müssen lernen faul zu sein (2006)
- Geschüttelt, nicht gerührt (2006)
- Das spanische Zimmer (2007)
- Klempner beim Reaktor (2007)
- Mein kleines Herz (2009)
- Die Zeit unseres Lebens (2009)
- Heute Nacht hab ich geträumt (2010)
- Brigitte, bitte (die Zigarette) (2010)
- Heiß wie die Sonne (2010)
- Ab heute nur noch dein Ex (2010)
- Oh Josephine (2010)
- Am Hafen (2011)
- Pure Lust am Leben 2011, Neuauflage zusammen mit Oliver deVille (2011)
- Schmerz vergeht (2011)
- Was für eine Nacht (2011)
- Käpt’n Blue Eye (2011)
- So schön kann Weihnachten sein (2011)
- (Mein letzter) 100 Euro Schein (2012)
- Wie viele Sterne (2012)
- Zuhause bin ich bei dir (2012)
- Rettungsschirm (2013)
- Der Tag fängt gut an (2013)
- I go nuts my Schatz (Ich krich’s im Kopp) (2013)
- Bruttosozialprodukt unplugged 2013 (2013)
- Intelligenz (2013)
- Das waren noch Zeiten (2014)
- Es gibt nichts schöneres auf Erden (zusammen mit Guido Westermann) (2014)
- Gehst du mit mir (2014)
- Könige der Welt (2015)
- Besuchen Sie Europa (solange es noch steht) Version 2017 (Lollies feat. Geier Sturzflug)
- Das spanische Zimmer 2.0 (2019) Download Single
- Fünf vor Zwölf (2022) Download Single

### Alben
Alben mit Geier Sturzflug sind:
- Runtergekommen (1981)
- Heiße Zeiten (1983)
- 3x täglich (1984)
- Die Geier fliegen tief (1999)
- Mahlzeit (2006)
- Hör auf zu weinen (2009)
- Wildwechsel (2012)
- Brutto für Netto (2013)
- Könige der Welt (2015)
- Mehr davon (2019)
- Aus dem Ruhrpott (2021)

CD zu Biografie Eins kann mir keiner
- hömma (2021)

CD zum Hörbuch Eins kann mir keiner
- In Der Großen Tradition Der Kleinen Haushaltswaren (2022)
- Trotzdem (2023)

Best-of-Alben:
- Das beste von Geier Sturzflug (1993)
- Lust am Leben (2001)
- Best of (2015)
- My Star (2017)

Andere CD Projekte:
- „Aber Geil ist es auch“. Cigarbox-Blues mit Garage3 (2016)
- „Blues zum Frühstück“. Cigarbox-Blues mit Garage3 (2018)
- „Lustige Zeiten“. Friedel Geratsch & Adi Hauke (2020)
- „Mit dem Abstand der Jahre“ Friedel Geratsch (2021)
- „Neu“. Cigarbox-Blues mit Garage3 (2023)[6]

## Bücher
- Friedel Geratsch: Eins kann mir keiner… RoBiDo Verlag, Hannover 2021, ISBN 978-3-946519-05-8 – [Biografie]. Buch (452 S.) mit CD (16 Titel).[7]